# 圣潘克拉斯老教堂
圣潘克拉斯老教堂（St Pancras Old Church）是一座英国圣公会教堂，位于伦敦卡姆登区的潘克拉斯路。萨默斯镇是古老教区的一部分，后来成为圣潘克拉斯都会自治市。
该教堂供奉罗马殉道者、儿童的守护神圣潘克拉斯，被认为是英格兰最古老的基督教礼拜场所之一，但并没有强有力的证据支持这一说法。圣潘克拉斯老教堂在维多利亚时代经历了大规模重建，不要将其与圣潘克拉斯新教堂（1819-1822年）混淆，后者距此约860米，位于尤斯顿路。
教堂的庭园是当地最大的绿色空间，属于卡姆登区管理。墓地不仅供本堂信徒使用，也供全伦敦的天主教徒使用，包括法国革命期间流亡的法国难民。在此安葬的名人包括作曲家约翰·克里斯蒂安·巴赫和雕塑家约翰·斐拉克曼。

## 历史
该建筑服务于圣潘克拉斯古老大教区，该教区从牛津街以北不远处一直向北延伸至海格特。
根据一些传统，该教堂自公元314年以来一直是基督教徒礼拜的场所，但与大多数教区教堂（特别是较古老的教堂）一样，几乎没有文献或考古证据可以确定该教堂首次使用的时间。 建筑中残留的中世纪特征和《末日审判书》中的记载表明，该遗址在盎格鲁-撒克逊时期曾被使用过。 
早在1593年，制图师约翰·诺登（John Norden）就在自己的《不列颠之镜》（Speculum Britanniae）中评论道，破旧的圣潘克拉斯教堂看上去比圣保罗大教堂还要古老。 到了18世纪，当地人似乎相信圣潘克拉斯教堂历史非常悠久，也许是英格兰最古老的教堂。

### 罗马传统
如今，教堂外的信息板上写着，它“位于欧洲最古老的基督教礼拜场所之一，可能可追溯到4世纪初”，并且自公元314年以来一直是“祈祷和冥想的场所”。一名教堂牧师声称（在1870年之前的某个时候）在梵蒂冈图书馆看到一份文件，该文件将教堂的奠基时间定为4世纪，即罗马时期。  

1955年，当地历史学家查尔斯·李 (Charles Lee) 为罗马时期的建立提出了论据，他写道：
毫无疑问，在这一时期，圣潘克拉斯教堂遗址对面有一个罗马人的营地，而这座教堂位于罗马神社的遗址上，而神社曾是公众礼拜和公众集会的中心……很可能在 313 年宗教自由恢复后不久，圣潘克拉斯的《罗马礼仪汇编》就被改编用于基督教礼拜（以刚殉道的潘克拉斯命名）。 
李将军的“罗马营地”实际上是“位于潘克拉斯的凯撒营地，名为布里尔”，由古物学家威廉·斯图克利在十八世纪五十年代确认。  然而，至少斯托克利的一些同时代人却看不到这个阵营的踪迹，他们认为斯托克利的想象力已经超出了他的能力范围。 
吉莉安·廷德尔 (Gillian Tindall)认为，斯托克利将教堂西边田野里的土丘和凸起解读为罗马军营，这实际上是原始中世纪村庄圣潘克拉斯的痕迹，后来定居点的中心向北迁移到现在的肯特镇地区。 
李使用的compitum这个词，正确含义是指位于十字路口的罗马神庙或神社，表明他受到蒙塔古·夏普（1856-1942年）作品的影响，夏普曾任米德尔塞克斯郡治安官、米德尔塞克斯郡议会主席，也是一位业余历史学家和考古学家。 夏普在1919年首次出版的一本书中提出，米德尔塞克斯郡的地区在罗马时代曾采用一种名为“百夫长制”的土地划分形式，即由道路以规则的网格状图案划分，覆盖整个郡。 夏普在绘制网格线时注意到，许多古老的教区教堂似乎位于交叉路口或靠近交叉路口，或者至少位于道路线上。他得出结论，这些教堂一定建在异教徒的教堂遗址上，代表了早期传教士在 7 世纪对中撒克逊人所做的刻意将异教的宗教场所改建为基督教教堂的行为。圣潘克拉斯老教堂是夏普地图上标记的教堂之一。

### 盎格鲁撒克逊时期
597年，教皇格里高利一世派遣坎特伯雷的奥古斯丁率领一群40名僧侣，意图推动基督教在英国的复兴。教皇格里高利派遣奥古斯丁带着圣潘克拉斯的遗物前来，奥古斯丁建立的第一座教堂就是献给圣潘克拉斯的，位于肯特王国的首都坎特伯雷。一些传统还将圣潘克拉斯老教堂的建立或对圣潘克拉斯的奉献归功于奥古斯丁的使命和他所带来的遗物。
J·卡特·伦德尔（J. Carter Rendell，1912-26年任教区牧师）认为，在19世纪的建筑工程中发现的一块刻有五个奉献十字架的中世纪祭坛石板可以追溯到6世纪。  

菲尔·埃默里 (Phil Emery) 和帕特·米勒 (Pat Miller) 在《圣潘克拉斯墓地及其附近的考古发现》中讨论了该遗址的考古历史：
1847 年对这座中世纪教堂进行重建后，发现了塔楼的罗马瓷砖和可追溯至公元625年的刻有铭文的祭坛石（其他资料来源估计为公元600年 ），这可能表明该教堂是7世纪早期建造的。教堂周围的原始墓地看起来与许多晚期撒克逊墓地一样呈亚圆形
这些考古发现似乎在某种程度上反驳了18世纪伦敦历史学家威廉·梅特兰（William Maitland）的观点。梅特兰认为，与奥古斯丁时代的联系是一种“庸俗的传统”，并认为这与坎特伯雷圣奥古斯丁修道院内的古老教堂存在混淆，据说圣奥古斯丁于598年将一座异教神庙改建而成。 
1870年，当地历史学家塞缪尔·帕尔默 (Samuel Palmer) 报道说：“据说这座古老而可敬的教堂是八世纪或九世纪米德尔塞克斯县第一座基督教礼拜场所。” 
据说，早先有一位牧师声称在梵蒂冈图书馆看到过一份手稿，其中提到圣潘克拉斯教堂建于9世纪（此外还有另一位牧师声称发现了有关罗马时代建立的参考资料）。  

### 中世纪和都铎王朝的教堂建筑

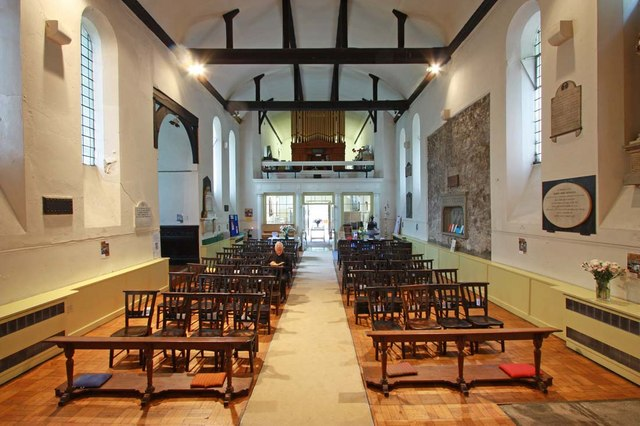
内部西向

1847年重建教堂时，建筑工人在墙壁上发现了一些盎格鲁-撒克逊时期教堂活动的证据和一些重复使用的罗马瓷砖。他们可以确认，他们所要替换的教堂建筑主要是都铎晚期建筑，并融入了早期建筑的元素。

据参与该工程的维多利亚建筑师罗伯特·路易斯·鲁米厄 (Robert Lewis Roumieu) 介绍：
这座老教堂主要建于都铎王朝晚期。当教堂被拆除重建时，在墙壁使用的材料中发现了几根诺曼式小柱子、壁柱墩和其他诺曼式建筑的遗迹，毫无疑问，原来的教堂是一座诺曼式建筑，曾经被完全重建，部分用作重建的建筑材料。 
在中世纪早期，在现在被称为老教堂的地方附近有一个人口中心。然而，在14世纪，人口中心被认为已经转移到现在的肯蒂什镇（位于圣潘克拉斯教区更北部）。造成这种情况的原因可能是教堂周围的平原容易遭受洪水侵袭（现已成为地下河，流经该平原），而肯特镇的土壤中粘土较少，因此水井条件较好。

1446年，理查德·格兰杰被任命为圣潘克拉斯教堂的牧师。 

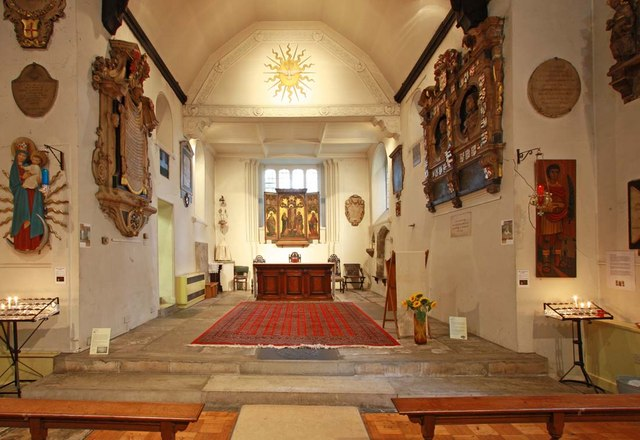
礼拜堂内部

## 修缮
宗教改革后，教堂的孤立和衰败使它成为天主教徒的一个诱人的度假胜地：事实上，据说英格兰最后一口为弥撒而敲响的钟声就是在圣潘克拉斯。 圣潘克拉斯（以及程度较小程度上的帕丁顿教堂）是伦敦仅有的允许埋葬罗马天主教徒的地方。 教堂墓地里埋葬着几位天主教徒，其中包括约翰·克里斯蒂安·巴赫，他是约翰·塞巴斯蒂安·巴赫的小儿子。 他的名字在埋葬登记册上被错误拼写为约翰·克里斯蒂安·巴克(Back)。 
教堂年久失修，到18世纪末，人们只在每个月的一个星期日在那里举行礼拜；其他星期天，同一群信徒会使用肯蒂什镇的一座小教堂。 18世纪和19世纪初的城市扩张导致在当时的“新路”（尤斯顿路，约一公里外）上建造了宽敞的圣潘克拉斯新教堂。 1822年新教堂落成后，旧建筑失去了教区教堂的地位，成为了一座安乐礼拜堂。19世纪初，这座教堂由一个无侧廊的中殿、一个没有圣坛拱门的圣坛和一座西塔组成。自18世纪以来，南门廊一直被用作圣器室。
1847 年，老教堂已荒废，但考虑到教区南部人口的增长，人们决定对其进行修复。 （维多利亚时代的教堂修复并不是我们今天所理解的建筑修复。）改建的建筑师是亚历山大·迪克·高夫 (Alexander Dick Gough) 。拆除旧塔，使中殿向西延伸，并在南侧建造了一座新塔。南门廊被拆除，并在北侧添加了一个新的圣器室。教堂的整个外部都经过了重新修整或改造。 扩建和增加画廊使教堂的容量从约120人增加到了500人。 
1888年，阿瑟·布洛姆菲尔德（Arthur Blomfield）对教堂进行了进一步修复，CE·巴克里奇（CE Buckeridge ）负责修复祭坛背饰；1925年，石膏天花板和侧廊被拆除 ；1948年，教堂在遭受二战炸弹袭击后又进行了修复。 1954年6月10日，该建筑被指定为二级保护建筑， 同年，前萨默斯镇基督教堂教区（在 1940年的闪电战中被摧毁）与圣潘克拉斯老教堂教区合并，  随后1956年，位于奥克利广场 (Oakley Square) 的圣马太教堂 (St Matthew's) 也加入其中。 

## 现状
该教堂还担任附近圣潘克拉斯医院的牧师，从2003年到2023年，它是旧圣潘克拉斯教区的一部分（其中还包括卡姆登镇圣米迦勒教堂、萨默斯镇圣玛丽教堂和卡姆登广场圣保罗教堂- 所有四个现在都是独立的教区）。 2007年12月11日，附近的圣潘克拉斯国际车站正式开通，提供双语服务，并与巴黎北站附近的巴黎圣文森特·德·保罗教堂结为友好教堂。  2013年，官方启动了一项呼吁项目，以筹集保护教堂和场地所需的资金。 
作为一个传统的英国天主教会，它拒绝任命女性为牧师和主教，因此它接受富勒姆主教（现为乔纳森·贝克）的替代主教监督。 

## 墓地
教堂墓地是当地最大的绿地，由伦敦卡姆登区管理。这里有一些优良的成熟树木，并于21世纪初几年进行了修复。
该墓地不仅是教区居民的埋葬之地，也是来自伦敦各地的罗马天主教徒的埋葬之地。 他们之中包括许多逃避大革命的法国难民（流亡者），尤其是牧师，其中一人是间谍埃翁爵士。 埋葬在教堂墓地里的著名人物包括臭名昭著的殖民地行政官约瑟夫·沃尔，他于1802年被处决。著名的吸血鬼作家（ 《吸血鬼》发表于1819年）和医生约翰·威廉·波利多里（1821年下葬），作曲家卡尔·弗里德里希·阿贝尔和约翰·克里斯蒂安·巴赫，约翰·塞巴斯蒂安·巴赫的第十八个孩子，以及雕塑家约翰·弗拉克斯曼。威廉·富兰克林是本杰明·富兰克林的私生子，也是新泽西州最后一任殖民地总督，他于1814年被安葬于此。这里为哲学家和作家玛丽·沃斯通克拉夫特和威廉·戈德温建有一座配偶纪念墓，不过他们的遗体现在安葬在伯恩茅斯。2009年，多个团体在教堂内和墓碑前举行了纪念沃斯通克拉夫特诞辰250周年的活动。 在17和 18世纪，许多外国政要和贵族被埋葬在该墓地；他们被铭刻在伯德特-库茨纪念日晷上，这是一座精心设计的纪念碑，由慈善家安吉拉·伯德特-库茨，第一代伯德特-库茨男爵夫人委托建造。
建筑师约翰·索恩在教堂墓地中为自己和妻子设计了一座坟墓，现已被列为一级保护建筑。这座陵墓可能为吉尔斯·吉尔伯特·斯科特 (Giles Gilbert Scott)设计标志性的红色电话亭提供了灵感。
与教堂墓地有关的其他人还包括诗人珀西·比希·雪莱 (Percy Bysshe Shelley)和未来的玛丽·雪莱 (Mary Shelley) ，他们在上文提到的她母亲玛丽·沃斯通克拉夫特 (Mary Wollstonecraft) 的墓前会面，策划了1814年的私奔。查尔斯·狄更斯在其 1859 年的小说《双城记》中提到了这里的名字，称这里是盗尸的地点，为医学院提供尸体进行解剖，这在当时是一种常见的做法。1854年，根据《校外埋葬法》，教堂墓地最终停止了埋葬，圣潘克拉斯和伊斯灵顿公墓在东芬奇利开放。  19 世纪 60 年代中期，年轻的托马斯·哈代在米德兰铁路伦敦终点站圣潘克拉斯车站建设过程中负责挖掘部分墓地。 2002年，更多墓葬被拆除。
为了响应将废弃墓地改建为公共花园的运动，教堂墓地于1877年6月重新开放，更名为圣潘克拉斯花园。当地一位重要的女慈善家安吉拉·伯德特-库茨（Angela Burdett-Coutts）为她赠送的纪念日晷奠基了。 
教堂入口处最近增添了一块抛光的大理石，这是诗人杰里米·克拉克 (Jeremy Clarke)和雕塑家艾米丽·杨 (Emily Young)合作创作并赠送的礼物。上面刻着：“而我在这里/在一个超越欲望和恐惧的地方”，这是克拉克长诗《赞美》的摘录。

## 伯德特-库茨纪念碑上列出的遗失墓碑
这座令人印象深刻的纪念碑建 1877年，当时教堂墓地的北半部正式被辟为公共公园，清理了大部分较小的墓碑。它列出了此次以及早期铁路清理过程中丢失的石材。
- 威廉·布雷特（William Brett，卒于1828年），艺术家和雕刻家
- 亨利·伯德特 (Henry Burdett)，金匠 (d.1736) ，安吉拉·伯德特-库茨 (Angela Burdett-Coutts) 的祖先，伯德特-库茨男爵夫人一世（可能是该纪念碑的灵感来源）
- 玛丽·伯克，约翰·伯克（家谱学家）的妻子，《伯克贵族》一书的作者
- 提比略·卡瓦洛，物理学家和哲学家
- 约翰·丹比，音乐家
- 阿瑟·理查德·狄龙，法国大主教（后来重新安葬在法国）
- 自杀的军事英雄鲁法内·肖·唐金
- 德翁骑士，间谍和击剑手
- 约翰·弗拉克斯曼，雕塑家
- 约翰·弗利特伍德，男爵
- 博纳旺第尔·吉法德 (Bonaventure Giffard) 和他的父亲安德鲁
- 约翰·欧内斯特·格雷布，神学家
- 约翰·格尼，法官；这座坟墓完好无损，字迹清晰，但碑文面向边界
- 路易斯·查尔斯·德维利
- 贾科莫·莱尼 (Giacomo Leoni)，建筑师
- 莫里斯·玛格罗特，改革家
- 托马斯·马辛吉 (Thomas Mazzinghi)，约瑟夫·马辛吉的父亲
- 方济各会传教士阿瑟·奥利里
- 帕斯夸莱·保利 (Pasquale Paoli) ，科西嘉英雄（后来重新安葬在科西嘉岛）
- 斯蒂芬·帕克斯顿，音乐家
- 西蒙·弗朗索瓦·拉维内 (Simon François Ravenet)，雕刻家
- 玛丽·斯林斯比，女演员
- 查尔斯·亨利·塔尔博特，男爵
- 亨利·坦佩斯特（卒于1753年）
- 约翰·沃克，词典编纂者；这座纪念碑仍然存在，并由安吉拉·伯德特-库茨独立修复

## 其他已知墓葬
- 卡尔·弗里德里希·阿贝尔，作曲家
- 约翰·克里斯蒂安·巴赫，作曲家
- 彼得·范布利克 (Peter van Bleeck) ，艺术家
- 弗朗西斯·布莱斯，加尔默罗会修士和罗马天主教神父
- 爱德华·博特勒(d.1681)，普尔议员
- 乔治·查尔默斯，艺术家
- 杰里米·科利尔，主教
- 蒂莫西·坎宁安（卒于1789年），爱尔兰皇家学院坎宁安奖章创始人
- 查尔斯·狄龙，第十代狄龙子爵（卒于1741年）和狄龙夫人（卒于1751年）以及其他家庭成员
- 托马斯·东安，利默里克第二伯爵
- 威廉·富兰克林，本杰明·富兰克林的儿子
- 历史学家贝维尔·希根斯
- 安托瓦内特-塞西尔·德·圣于贝尔蒂，歌剧演唱家
- 亚伯拉罕·兰福德（Abraham Langford） ，拍卖师兼剧作家
- 托马斯·麦克沃思(卒于1744年)，从男爵
- 约瑟夫·理查兹（卒于1738年），男爵
- 托马斯·谢梅克斯（1740–1808），雕塑家[46]
- 乔凡娜·塞斯蒂尼（1749–1814），歌剧演唱家
- 吉安巴蒂斯塔·托科，西奇尼亚诺公爵（约1760年-1793年），那不勒斯王国驻英国大使，于1793年抵达伦敦后不久自杀。 [47]
- 亨利·西吉尔（Henry Sidgier），1782年洗衣机设计专利持有者[48]
- 阿德希尔的邓肯·斯图尔特，部落首领
- 本杰明·特尼(1755-1836)，在圣托马斯接受医生培训。在牙买加金树林糖料种植园生活了几年。
- 西非科里省省长约瑟夫·沃尔因鞭打一名士兵致死而被绞死
- 内德·沃德（Ned Ward） ，酒馆老板兼漫画作家（无纪念碑）
- 塞缪尔·韦伯，作曲家（纪念碑和碑文尚存，但其上部方尖碑已丢失）
- 乔纳森·怀尔德，罪犯
- 约翰·维特荣(卒于1743年)，男爵
- 亚伯拉罕·伍德黑德 (Abraham Woodhead)  ，学者
- 威廉·伍利特 (William Woollett )，雕刻家（没有纪念碑，尽管伯德特·库茨 (Burdett Coutts) 纪念碑上没有将其列为重要的失落坟墓）。伍利特无疑具有重要意义，因为他在威斯敏斯特大教堂的一座纪念碑得到了全国的认可。

## 流行文化
1811年7月6日，作曲家兼钢琴家穆齐奥·克莱门蒂 (Muzio Clementi) 与艾玛·吉斯伯恩 (Emma Gisborne) 结婚。
1968年7月28日，披头士乐队在教堂墓地拍摄了一组著名照片，旨在宣传单曲“Hey Jude”和白色专辑。 纪念长椅上摆放着一块纪念牌匾，以纪念该团体的“疯狂的一天”。 
莱恩·洛维奇 (Lene Lovich) 1979年的热门歌曲“鸟之歌”的视频就是在这座教堂和教堂墓地拍摄的。 
2013年，英国R&B歌手山姆·史密斯在教堂举办了两场音乐会。现场版的《I've Told You Now》被收录在他们的专辑《In the Lonely Hour》的豪华版中。 
2014年9月24日，以与德国电子乐队Propaganda合作而闻名的歌手克劳迪娅·布鲁肯 (Claudia Brücken) 在教堂进行了一场个人表演。 
圣潘克拉斯老教堂在作家克里斯托弗·福勒 (Christopher Fowler) 的布莱恩特和梅侦探系列中多次被提及。